# EV Ящерицы
EV Ящерицы (EV Lac, Gliese 873, HIP 112460) — переменная звезда в созвездии Ящерица. Звезда EV Lac — красный карлик, в сто раз более тусклый, чем Солнце. Является молодой звездой, возраст которой несколько сотен миллионов лет и которая вращается быстрее Солнца. Это приводит к генерации в конвективной зоне звезды очень сильных магнитных полей. Магнитный поток, также как и на Солнце, всплывает вверх, в фотосферу, и порождает быстрое и очень мощное выделение энергии.
EV Lac одна из наиболее изученных вспыхивающих звёзд. В течение 9 ночей в 1986 и 1987 году и 2 ночей в 2001 она комплексно изучалась астрономами.
За это время было зафиксировано 50 вспышек во всех диапазонах волн — от радиоволн до рентгеновских.

## Вспышка 25 апреля 2008 года
25 апреля 2008 года космический телескоп Swift зафиксировал мощнейшую вспышку. По своей природе, данное событие было аналогично обычным солнечным вспышкам на Солнце, но её магнитуда указывала на гораздо бо́льшее выделение энергии по сравнению с такими же явлениями, которые когда-либо наблюдались на Солнце и на других звёздах.
Магнитуда вспышки превосходила самую сильную из солнечных вспышек примерно в десять тысяч раз. Сильное свечение звезды в рентгеновских лучах продолжалось 8 часов после вспышки. Вспышка была столь яркой, что её можно было наблюдать невооружённым глазом в ночь с 25 на 26 апреля.

## Ближайшее окружение звезды
Следующие звёздные системы находятся на расстоянии в пределах 10 световых лет от EV Ящерицы:
| Звезда          | Спектральный класс        | Расстояние, св. лет |
| Крюгер 60 AB    | M3 V / M4 V               | 4,9                 |
| Грумбридж 34 AB | M1,5 Vne / M3,5 Vne       | 6,2                 |
| BD+56°2966      | M3 V                      | 6,5                 |
| Росс 248        | M4,9-5,5 Ve               | 6,6                 |
| 61 Лебедя AB    | K3,5-5,0 Ve / K4,7-7,0 Ve | 6,9                 |
| η Кассиопеи AB  | G3 V / K7 V               | 7,8                 |
| V1581 Лебедя AB | M5,5 Ve / M6 V            | 8,5                 |
| EQ Пегаса AB    | M3,5 Ve / M4,5 Ve         | 9,2                 |